# 성별할당제

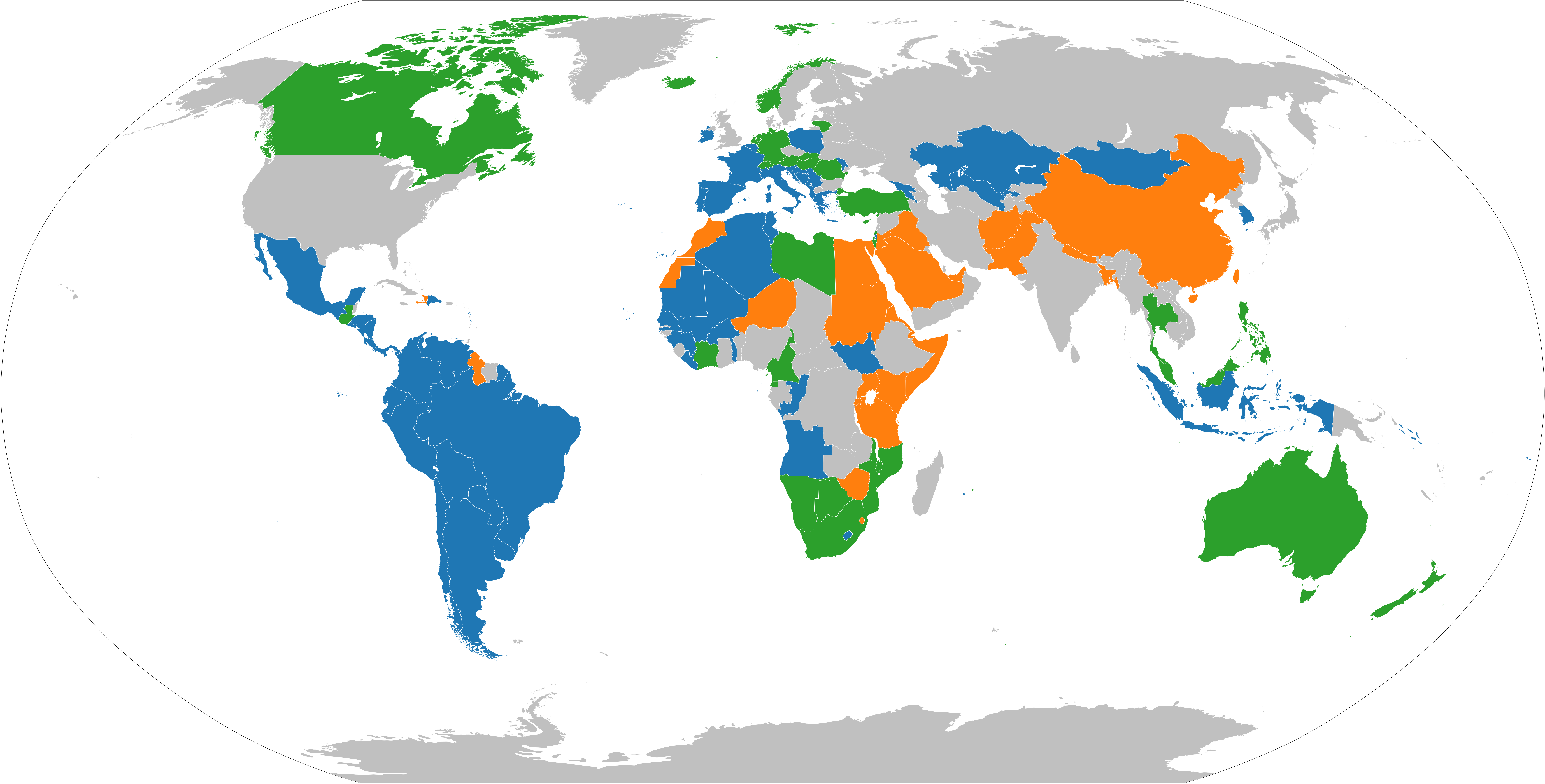
할당량 없음
입법 후보 할당
지정석
임의 정당 할당량단일/하원 수준에서 유형별 성별 할당량 사용

성별 할당제는 국가와 정당이 입법부에서 여성의 대표성을 높이기 위해 사용하는 도구이다. 여성은 대체로 의회에서 대표자가 부족하며 전 세계 의회에서 평균 25.8%를 차지한다. 2021년 11월 기준으로 132개국에서 성별 쿼터가 채택되었다. 전 세계적으로 할당량은 시행과 목표로 하는 선거 과정 단계에서 크게 달라지며, 입법된 후보 할당량, 자발적 정당 할당량, 예비 의석의 세 가지 주요 유형을 만든다. 그들의 유병률과 상관없이, 그것들은 부정적이고 긍정적인 영향에 관한 논쟁을 불러일으키는 논란의 여지가 있는 조치이다.